# Мануель Бельграно
Мануе́ль Хосе́ Хоакі́н дель Корасо́н де Хесу́с Бельгра́но (ісп. Manuel José Joaquín del Corazón de Jesús Belgrano; 3 червня 1770 — 20 червня 1820) — аргентинський військовик, економіст, журналіст, політик, адвокат. Один із основних учасників Травневої революції та Війни за незалежність Аргентини. Творець аргентинського прапора. Його зображення присутнє на банкноті 10 аргентинських песо. 
На його честь названо:
- астероїд 2808 Бельграно[5]

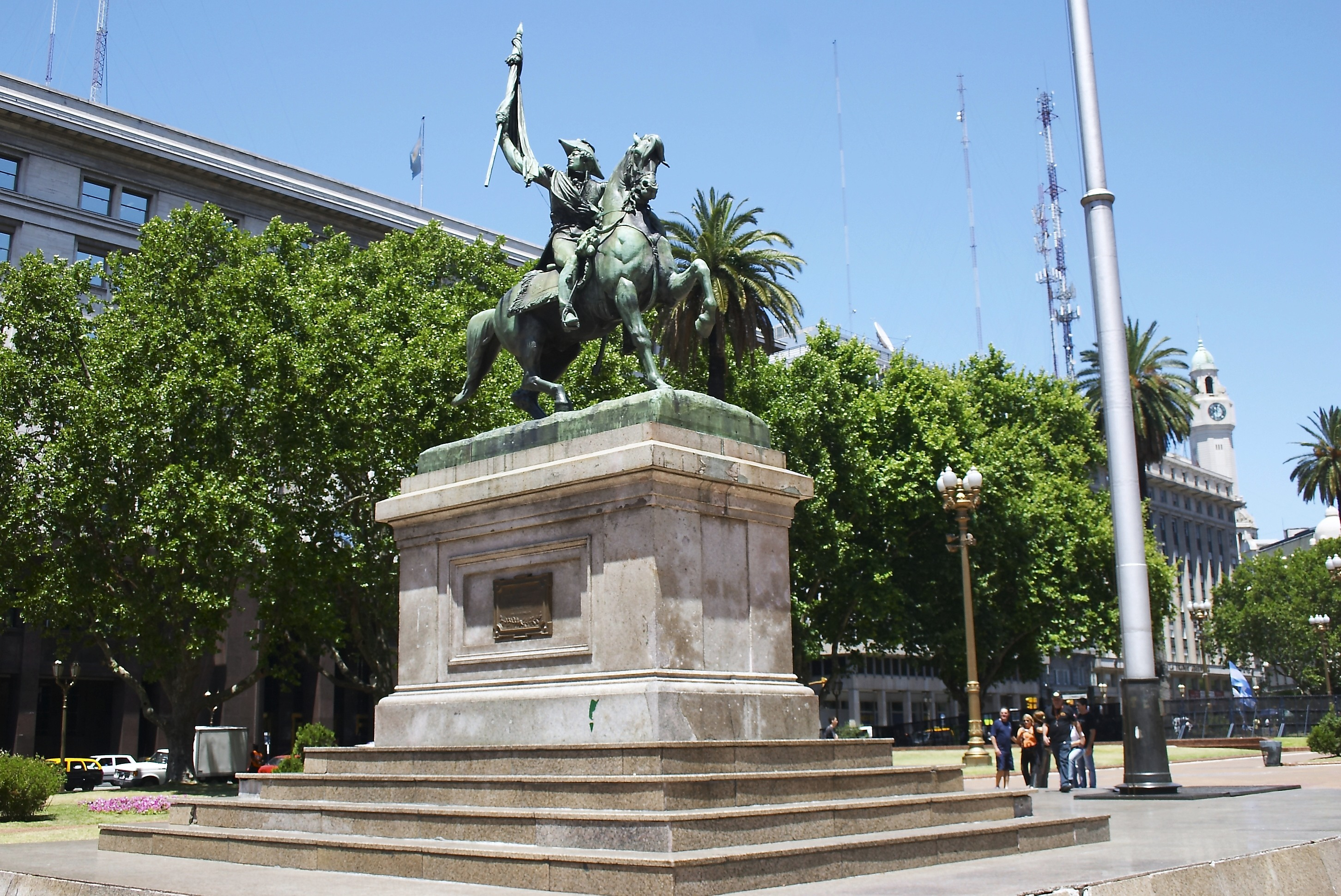
Пам'ятник М. Бельграно поблизу президентського палацу в Буенос-Айресі

- 8 департаментів у різних провінціях Аргентини
- 8 населених пунктів у різних провінціях Аргентини
- райони у 6 містах Аргентини та Уругваю
- 6 вулиць і площ у різних містах Аргентини
- 2 гори
- острів
- річку
- мис
- озеро
- заказник
- університет і 3 школи
- 8 футбольних клубів
- залізнична гілка і 4 станції
- крейсери ARA General Belgrano і ARA General Belgrano (1896)
- гребля
- міст через річку Парана
- антарктичні бази Бельграно I[en], Бельграно II, Бельграно III[en]